# Steffen Bogs
Steffen Bogs (Rostock, RDA, 8 de octubre de 1965) es un deportista de la RDA que compitió en remo. Participó en los Juegos Olímpicos de Seúl 1988, obteniendo una medalla de bronce en la prueba de cuatro scull.

## Palmarés internacional
| Juegos Olímpicos | Juegos Olímpicos     | Juegos Olímpicos  | Juegos Olímpicos |
| Año              | Lugar                | Medalla           | Prueba           |
| ---------------- | -------------------- | ----------------- | ---------------- |
| 1988             | Seúl (Corea del Sur) | Medalla de bronce | Cuatro scull     |